# Esquizodelia
Esquizodelia es un colectivo de bandas, artistas y sellos de música independiente de Uruguay. Surgido en 2005, su trabajo se basa en la autogestión y en la filosofía del do it yourself. Es uno de los principales colectivos de la escena musical independiente de Uruguay, así como uno de los primeros proyectos uruguayos que usó Internet para la distribución musical.

## Historia
Esquizodelia surgió en 2005 como un sello musical independiente. En el marco de la crisis social y económica de Uruguay a principios de la década del 2000, las bandas 3Pecados, Ocho y Psiconautas decidieron crear un sello para grabar su música y distribuirla a través de Internet, posibilitando su libre descarga y reproducción. Las nuevas tecnologías digitales y el intercambio de música entre pares fueron fundamentales para sostener el proyecto, llevado adelante por artistas jóvenes.
Más tarde comenzaron a sumarse al sello otras bandas y artistas afines. El primer disco editado bajo el sello Esquizodelia fue Pesadillas para niños y travestis dadaístas, de 3Pecados, cuya edición física salió en 2007. Después de algunos años funcionando como sello discográfico, Esquizodelia se convirtió en un colectivo abierto compuesto por un conjunto de sellos, bandas y artistas, cuya integración es variable. Los miembros trabajan de forma cooperativa en la edición, producción y distribución de discos, en la organización de recitales y otras actividades de gestión musical y artística.
Desde 2011 hasta 2016, Esquizodelia organizó todos los años el festival musical Peach & Convention. El festival se realizaba en el mes de diciembre en la esquina de las calles Durazno y Convención, de la ciudad de Montevideo. Era un festival autogestionado y gratuito en el que participaban bandas independientes uruguayas. El nombre, la ubicación y la estética del festival homenajeaban lúdicamente al músico uruguayo Jaime Roos y especialmente a su canción Durazno y Convención.
En 2014 se realizó el ciclo de recitales Esquizodelia de Colección en el Auditorio Vaz Ferreira de la Biblioteca Nacional de Uruguay. Ese mismo año, en los Premios Graffiti, el colectivo recibió una mención especial del jurado "por brindarle a los músicos y artistas independientes una herramienta de difusión y desarrollo de cuidado nivel técnico y artístico, siendo pioneros en crear plataformas de descargas digitales de música uruguaya". En 2015 el colectivo realizó ciclos en los departamentos de Maldonado y Treinta y Tres. La banda Alucinaciones en familia, integrante del colectivo, ganó en 2016 tres premios Graffiti, a mejor artista nuevo, mejor álbum indie y mejor álbum de pop alternativo. A fines de 2016 se realizó una exposición en el Centro Cultural de España en Montevideo acerca de los 10 años de Esquizodelia, que incluyó instalaciones, materiales de archivo sobre el colectivo y una colección de música libre para reproducir y descargar. En 2017 el colectivo nucleaba alrededor de cincuenta proyectos musicales y había editado discos de unas cuarenta y siete bandas. Sus álbumes han sido reseñados por la prensa especializada.

## Características
Esquizodelia se caracteriza por el énfasis en la apertura, la independencia, la autogestión, el do it yourself y la libre distribución de la música en Internet. Los géneros representados van desde el rock al pop, pasando por canciones de autor e instrumentales. Entre los sellos que integran el colectivo se encuentran Vía Láctea Ediciones, Módulo Records, Nikikinki Records, Feel de Agua y otros. En contraposición a los discos editados por los sellos comerciales locales, una cantidad importante de lanzamientos de Esquizodelia se basan en una estética lo-fi. Asimismo, incentivan que el público descargue y comparta la música en Internet, a menudo a través del uso de licencias Creative Commons. Las ediciones físicas de los discos son distribuidas al margen del circuito de disquerías, en actividades y ferias autogestionadas donde también se recaudan fondos a través de la venta de merchandising.